# 5K解像度

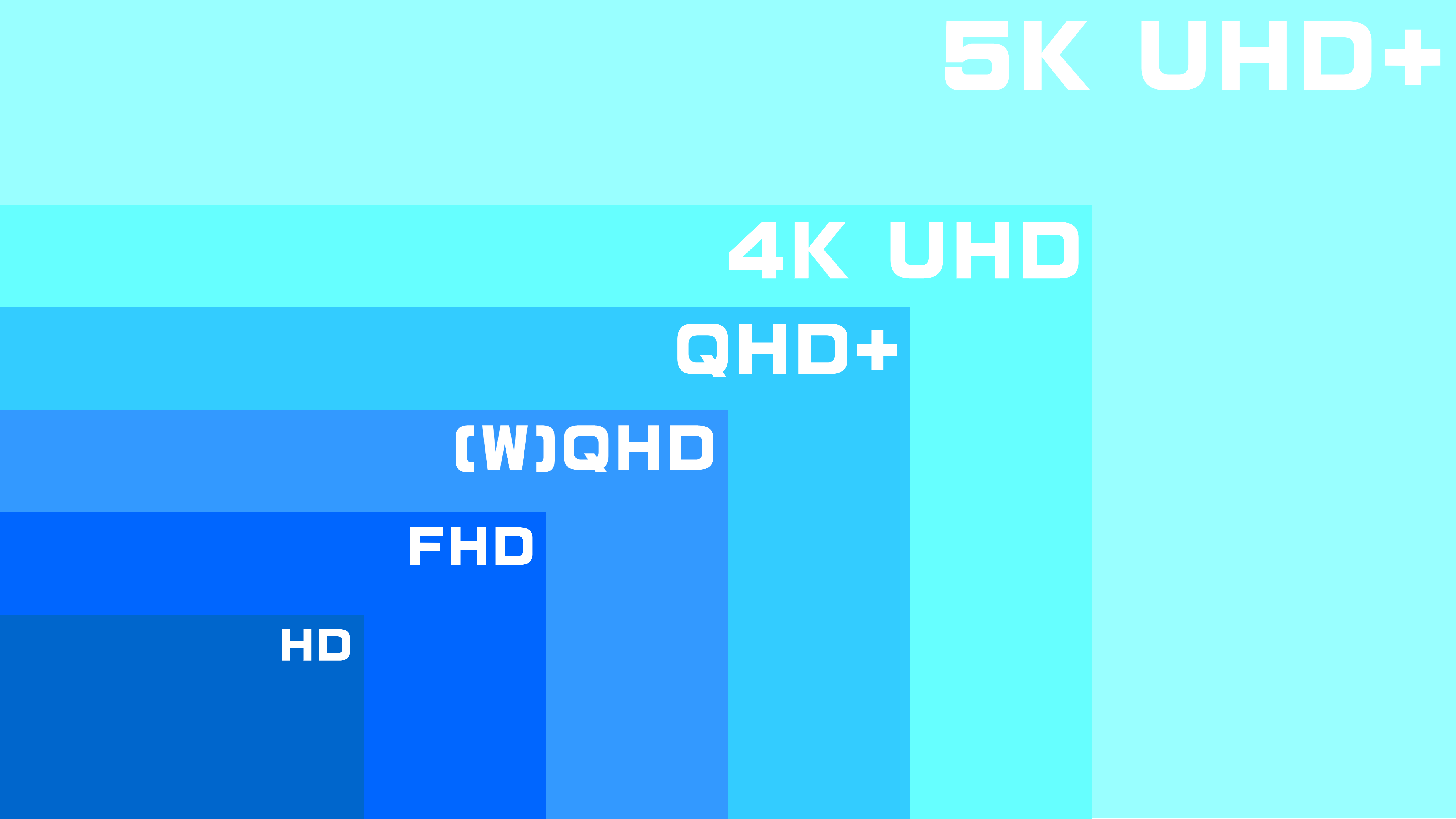
HD、FHD、(W)QHD、QHD+、4K UHD、5K UHD+の解像度の比較。

一般的な解像度のリスト。

5K解像度（ごケイかいぞうど、ファイブケイかいぞうど、英語: 5K resolution）は、一般に5Kまたは5K×3Kと呼ばれ、一部のメーカーではUHD+とも呼ばれる。ディスプレイ解像度が約5,000ピクセルの表示形式で、最も一般的な5K解像度は5,120× 2,880で、16:9のアスペクト比、約1,470万ピクセル（1080pフルHDの7倍強）、線形解像度は720pの4倍ある。この解像度は通常、より高い画素密度を実現するためにコンピューターモニターで使用され、4K解像度と8K解像度を備えたデジタルテレビやデジタルシネマトグラフィーの標準フォーマットではない。
4K UHD（3,840×2,160）と比較して5,120×2,880の16∶9解像度は、1280の追加の列と720の追加の表示領域を提供し、各次元で33.33％増加する。この追加の表示領域により、画面全体を埋めることなく4Kコンテンツをネイティブ解像度で表示でき、コンテンツプレビューを縮小することなく、ビデオ編集スイートのツールバーなどの追加ソフトウェアを利用できる。
世界では1080pが主流のHD規格として使用されており、4Kさらには5K解像度でリリースされるメディアコンテンツが急速に増加している。ネットフリックスやアマゾンビデオなどのオンラインストリーミングサービスは、2014年に4K解像度の動画を公開し、4K解像度の動画のコレクションを積極的に拡大している。
4Kのコンテンツが一般的になるにつれ、編集やコンテンツ作成における5Kディスプレイの有用性は、将来、より高い需要につながる可能性がある。

## 歴史

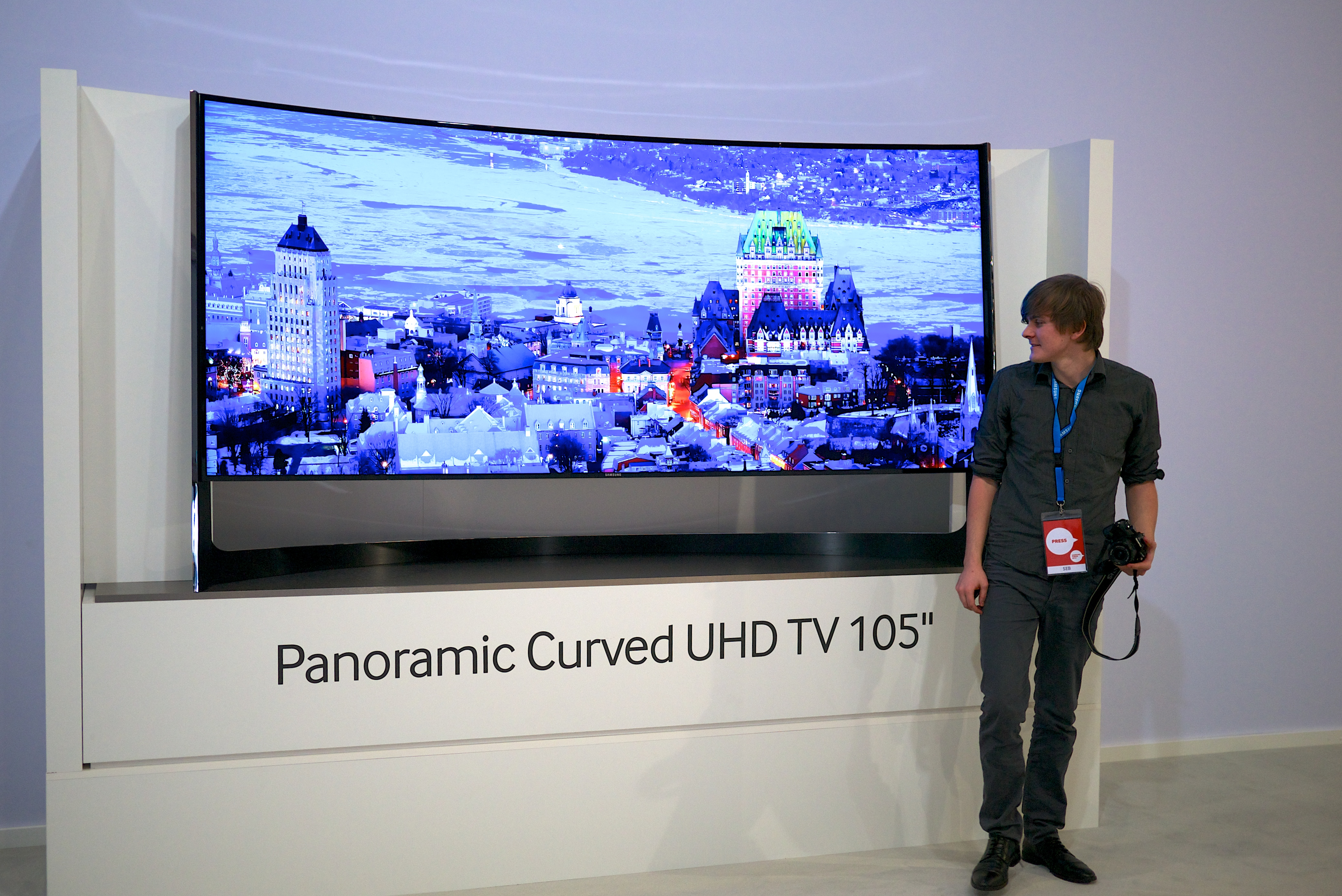
サムスン 105インチ ウルトラ HD テレビ

### 5Kビデオキャプチャを備えた最初のカメラ
2008年4月14日、 レッド・デジタル・シネマカメラ・カンパニーは、5K解像度でビデオキャプチャが可能な最初のカメラの1つを発売した。Red Epicは、5,120×2,700の解像度を持ち、最大100fpsのフレームレートでキャプチャできるMysteriumXセンサーを使用している。5K解像度のカメラは、 デジタルシネマトグラフィでフィルムを記録するために時々使用される。
デジタル一眼レフカメラは、デジタル一眼レフなどの一部の写真用スチルカメラは、静止画像をキャプチャするときは5K解像度を超えることがありますが、動画をキャプチャするときは超えない。
たとえば、2016年8月に発表されたキヤノン EOS 5D Mark IVの最大解像度は、6,720×4,480（アスペクト比3∶2で約30メガピクセル）で、高解像度の静止画像に使用される。ただし、最大4096×2160、30Hzのフレームレートでのみビデオをキャプチャできる。

### 5K解像度の最初のテレビ
サムスンは、CES 2014で湾曲OLED105インチテレビUN105S9Wを最初にデモンストレーションした。サムスンはUN105S9Wを4KUHD TVとしてリストしているが、実際には5,120×2,160（64∶27または≈21∶9アスペクト比）のネイティブ解像度を備えており、水平方向のピクセル数が約5,000であるため、5Kディスプレイとして分類される。

### 5K解像度の最初のモニター
2014年9月5日、デルは5K解像度の最初のモニターであるデジタルハイエンドシリーズUP2715Kを発表した。この27インチモニターは解像度5,120×2,880を備え、画素密度は約218 px / in。
モニターは、30 Hzで5,120 × 2,880で制限され、DisplayPortバージョン1.2のみをサポートする。
これを回避するために、UP2715Kは、2つのDisplayPort接続の帯域幅を組み合わせて60 Hz を実現できるシステムを実装し、ピクチャーバイピクチャーモードを使用して、ディスプレイを2つの小さな2,560×2,880モニターとして仮想的に扱い、それぞれの半分を別々のDisplayPort接続で駆動する。

## 5K解像度の例
| 解像度      | アスペクト比 | アスペクト比     | 総ピクセル数（Mpx） | 備考                                                                                |
| ----------- | ------------ | ---------------- | ------------------- | ----------------------------------------------------------------------------------- |
| 5120 × 1440 | 3. 5         | 32∶9             | 7.37                | ２つのQHD（2,560×1,440）画像を並べて表示するのに相当する                            |
| 5120 × 2160 | 2. 370       | 64:27(21+1/3:9)  | 11.06               | 幅が33％拡張された4K解像度（3,840×2,160）に相当する。各次元2,560×1,080の2倍のサイズ |
| 5120 × 2560 | 2.0          | 2∶1（18∶9 ）     | 13.11               |                                                                                     |
| 4800 × 2700 | 1. 7         | 16∶9             | 12.96               | 各寸法960 × 540の5倍のサイズ                                                        |
| 5120 × 2700 | 1.8 962      | 256∶135（ 17∶9） | 13.82               | 2K解像度（2,048×1,080）および4K解像度 （4,096×2,160）フォーマットと同じアスペクト比 |
| 5120 × 2880 | 1. 7         | 16∶9             | 14.75               | 各次元でQHDのサイズを2倍（2,560 ×1,440）                                            |
| 5120 × 3200 | 1.6          | 8∶5（16∶10）     | 16.38               | 各寸法2,560×1,600の2倍のサイズ                                                      |
| 5120 × 3840 | 1. 3         | 4∶3              | 19.66               | 各寸法1,024×768の5倍のサイズ                                                        |
| 5120 × 4096 | 1.25         | 5∶4              | 20.97               |                                                                                     |

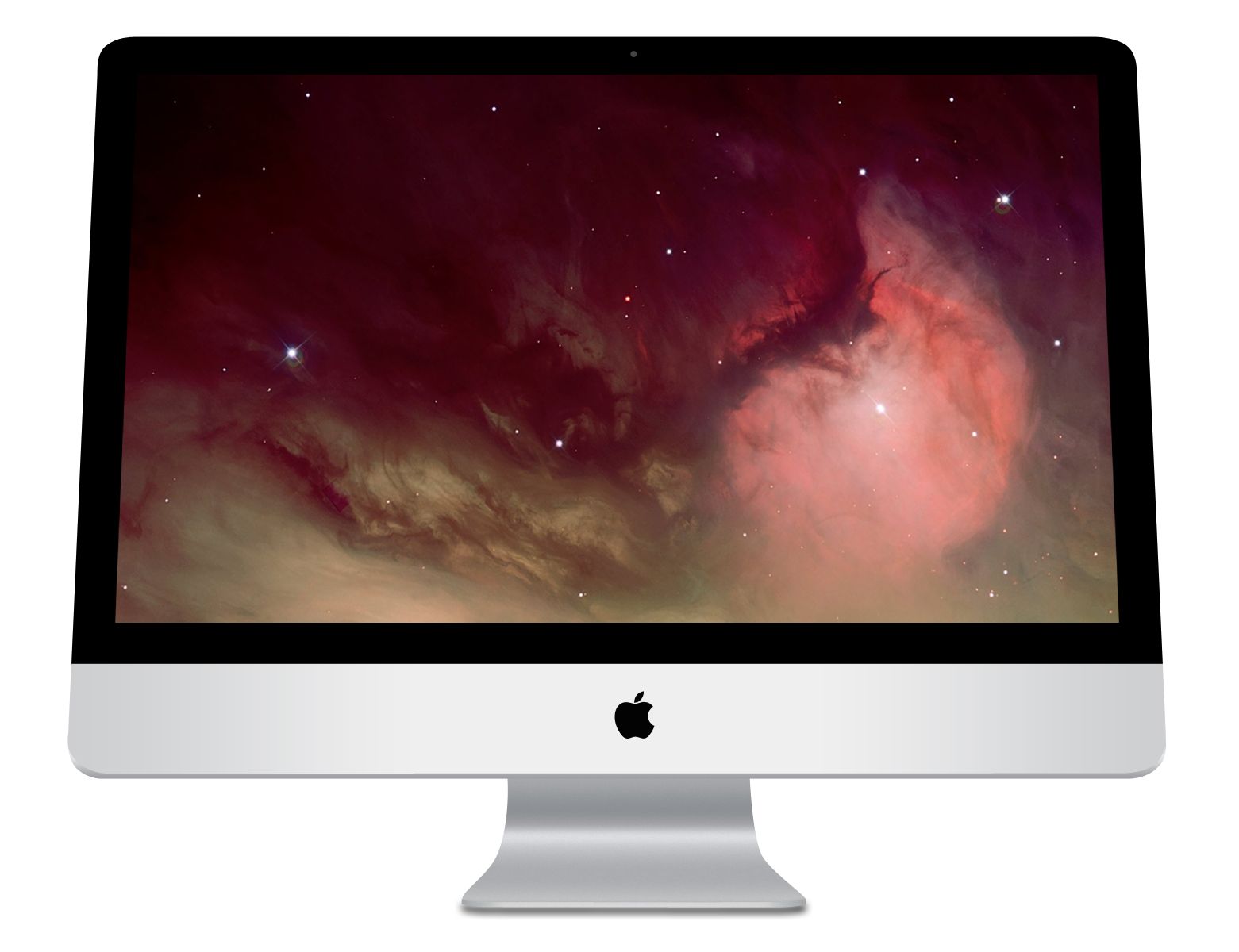
27インチRetina5K iMac（2014）

24インチ2021 iMacは4Kまたは5Kが、4.5Kでもないと考えられている4480 × 2520の16∶9解像度を持っている。

## 5K解像度のデバイスのリスト

### モニター
| アスペクト比    | 端末                          | サイズ（インチ） | 寸法（mm）                       | 寸法（インチ）             | 解像度        | 総ピクセル数（Mpx） | 画素密度（ppi） | 5Kに使用されるインターフェース            | 備考 |
| --------------- | ----------------------------- | ---------------- | -------------------------------- | -------------------------- | ------------- | ------------------- | --------------- | ----------------------------------------- | --- |
| 16∶9            | Dell UltraSharp UP2715K       | 27               | 596.74 ×335.66 （684.67対角）    | 23.49 × 13.22（26.95対角） | 5,120 × 2,880 | 14.75               | 218             | デュアルDisplayPort 1.2                   | 最初の5Kモニターがリリースされた                                                                                            |
| 16∶9            | Apple Retina 5K iMac          | 27               | 596.74 ×335.66 （684.67対角）    | 23.49 × 13.22（26.95対角） | 5,120 × 2,880 | 14.75               | 218             | カスタム内部8レーンDP 1.2インターフェース | 統合された5Kモニターを備えた最初のデスクトップがリリースされた                                                              |
| 16∶9            | HP Z27q                       | 27               | 596.74 ×335.66 （684.67対角）    | 23.49 × 13.22（26.95対角） | 5,120 × 2,880 | 14.75               | 218             | デュアルDisplayPort 1.2                   | |
| 16∶9            | Philips Brilliance 275P4VYKEB | 27               | 596.74 ×335.66 （684.67対角）    | 23.49 × 13.22（26.95対角） | 5,120 × 2,880 | 14.75               | 218             | デュアルDisplayPort 1.2                   | |
| 16∶9            | Planar IX2790                 | 27               | 596.74 ×335.66 （684.67対角）    | 23.49 × 13.22（26.95対角） | 5,120 × 2,880 | 14.75               | 218             | DisplayPort 1.4                           | |
| 16∶9            | iiyama ProLite XB2779QQS      | 27               | 596.74 ×335.66 （684.67対角）    | 23.49 × 13.22（26.95対角） | 5,120 × 2,880 | 14.75               | 218             | DisplayPort 1.4                           | |
| 16∶9            | LG UltraFine5Kディスプレイ    | 27               | 596.74 ×335.66 （684.67対角）    | 23.49 × 13.22（26.95対角） | 5,120 × 2,880 | 14.75               | 218             | Thunderbolt 3                             | 最初の5KThunderbolt カスタムデュアルDPを使用して、 Macユーザー向けにリリースされた3つの接続されたモニター 1.2コントローラー |
| 64∶27 （≈21∶9） | LG 34WK95U                    | 34               | 793.77 × 340.19（863.6対角）     | 31.25 × 13.39（33対角）    | 5,120 ×2,160  | 11.06               | 163             | Thunderbolt 3 / USB-C、DisplayPort 1.4    | 最初の5,120× 2,160モニター                                                                                                  |
| 64∶27 （≈21∶9） | Philips 349P9H                | 34               | 793.77 × 340.19（863.6対角）     | 31.25 × 13.39（33対角）    | 5,120 ×2,160  | 11.06               | 163             | USB-C                                     | |
| 64∶27 （≈21∶9） | MSI Prestige PS341WU          | 34               | 793.77 × 340.19（863.6対角）     | 31.25 × 13.39（33対角）    | 5,120 ×2,160  | 11.06               | 163             | USB-C、DisplayPort 1.4                    | |
| 32∶9            | Philips Brilliance 499P9H     | 49               | 1,198.08 × 336.96（対角1,244.6） | 47.17 × 13.27（対角49）    | 5,120 ×1,440  | 7.37                | 109             | HDMI 2.0、DisplayPort 1.4、USB-C          | 最初の5,120× 1,440モニター                                                                                                  |
| 32∶9            | Dell Ultrasharp U4919DW       | 49               | 1,198.08 × 336.96（対角1,244.6） | 47.17 × 13.27（対角49）    | 5,120 ×1,440  | 7.37                | 109             | DisplayPort 1.4、Thunderbolt 3            | |
| 32∶9            | LG 49WL95                     | 49               | 1,198.08 × 336.96（対角1,244.6） | 47.17 × 13.27（対角49）    | 5,120 ×1,440  | 7.37                | 109             | HDMI 2.0、DisplayPort 1.4、USB-C          | |
| 32∶9            | Samsung CRG9                  | 49               | 1,198.08 × 336.96（対角1,244.6） | 47.17 × 13.27（対角49）    | 5,120 ×1,440  | 7.37                | 109             | DisplayPort 1.4                           | |

### テレビ
| アスペクト比    | 端末             | サイズ（インチ） | 解像度       | 総ピクセル数 （Mpx） | 画素密度 （ppi） | 備考 |
| --------------- | ---------------- | ---------------- | ------------ | -------------------- | ---------------- | ---- |
| 64∶27 （≈21∶9） | LG 105UC9        | 105              | 5,120× 2,160 | 11.06                | 53               |      |
| 64∶27 （≈21∶9） | サムスンUN105S9W | 105              | 5,120× 2,160 | 11.06                | 53               |      |